# میرزاخان
میرسلطان محمود پسر میرسلطان‌مراد معروف به میرزاخان، پس از مرگ پدرش با بهره‌گیری از درگذشت شاه و خروج سلطان حسن میرزا صفوی از تبرستان، با کمک شمس‌الدین دیو به حکومت رسید. وی با زندانیان عصر پدرش رفتاری نیکو داشت و مرتضی و خطیر را که از زندانیان مهم عصز پدر وی بودند، آزاد نمود.

## فخرالنساء بیگم
در ۲۵ رمضان ۹۸۵ شاه محمد خدابنده به پادشاهی ایران رسید. در این زمان، خیرالنساء بیگم دختر خان کوچک و همسر شاه، موقعیت یافت تا امور سلطنت را به‌دست بگیرد. از آرزوهای خیرالنساء انتقام گرفتن از قاتل پدرش بود ولی اینک میرسلطان‌مراد خان در دسترسش نبود. به همین جهت، وی کینهٔ میرزاخان را در دل داشت.
میرعلی‌خان بن قوام‌الدین که پسردایی فخرالنساء بود، به فرمانداری مازندران منصوب شد. استقبال رسمی از او در قزوین و حضور شاه، والی گیلان و تمامی شاهزادگان و ارکان دولت و محرمان بارگاه در این استقبال، بیان‌گر جدیّت دخالت همسر شاه در امور مازندران است. میرعلی‌خان به بهانهٔ امتناع میرزاخان از رفتن به پایتخت با بیست هزار سوار به مازندران لشکرکشی کرد. وی از بابل‌رود به بعد با مقاومت میرزاخان روبرو شد. سرانجام علم سپاه مازندران برافتاد و سپاهیان ساری گریختند، میرزاخان نیز به «قلعهٔ فیروزجاه» پناه برد.
مقاومت میرزاخان در قلعه به درازا کشید و تصمیم گرفته‌شد که مجاری آب قلعه را ببندند. در حال یکی از فرماندهان صفوی، با میرزاخان طرح دوستی برقرار نمود و با تعهد امان دادن به میرزاخان و سوگند میرعلی به قرآن و میثاق او به کلام‌الله، او را از قلعه بیرون کشیدند، ولی سرانجام میرزاخان در راه قزوین به قتل رسید.(۹۸۸)
رابینو، تاریخ‌نگار انگلیسی، نامه‌ای را فاش می‌کند که میرزاخان برای ملکه فرستاده بود:
مرا به قصاص خون پدرتان که کشته‌ام حکم ندهید چون آنگاه کودکی بیش نبودم...
پس از مرگ وی عموی ملکهمیرعلی‌خان‌بن سلطان‌محمود حاکم مازندران منصوب شد. سرانجام پس از مرگ وی شخصی به‌نام میرمراد بن سلطان‌محمود حکومت مرعشیان را برعهده گرفت و در اواخر قرن‌دهم هجری با عزل وی توسط شاهان صفوی این حکومت عملأ منقرض شد.